# Парк Жеруйык
Парк Жеруйык (каз. Жерұйық саябағы; рус. земля обетованная) — городской парк в Алматинском районе города Астаны, расположенный на пересечении проспекта Б. Момышулы и улицы М. Жумабаева.

## История
Парк был заложен в 1998 году Первым Президентом Республики Казахстан Нурсултаном Назарбаевым и стал одним из первых в новой столице. Его официальное открытие состоялось в 2008 году и было приурочено к 10-летию международной презентации Астаны. На сегодня площадь парка превышает 21 гектар, на которых высажено около 10 тысяч деревьев и кустарников 11 видов. На территории парка имеются разнообразные аттракционы, игровые и спортивные площадки, протяженные пешеходные и велосипедные дорожки.